# قصعين اسطواني الأزهار
قصعين اسطواني الأزهار (الاسم العلمي:Salvia cylindriflora) هو نوع من النباتات يتبع جنس القصعين من الفصيلة الشفوية.